# Scandalo Teapot Dome
Lo scandalo Teapot Dome è stato uno scandalo di corruzione che coinvolse l'amministrazione del presidente degli Stati Uniti d'America Warren G. Harding (1921-1923).
Il Segretario degli Interni Albert Bacon Fall aveva conferito ad alcune compagnie petrolifere private la concessione di estrazione, a tassi bassi e senza offerte competitive, nella riserva petrolifera presso Teapot Dome (Wyoming) e in altre due riserve in California. I contratti di locazione sono stati oggetto di un'indagine da parte del senatore Thomas J. Walsh. Condannato a un anno di reclusione per aver accettato tangenti dalle compagnie petrolifere, Fall divenne il primo membro del gabinetto presidenziale ad andare in prigione. Nessuno venne invece condannato per aver pagato le tangenti.
Prima dello scandalo Watergate, il Teapot Dome era ricordato come "il più grande e sensazionale scandalo della storia della politica americana".

## Storia

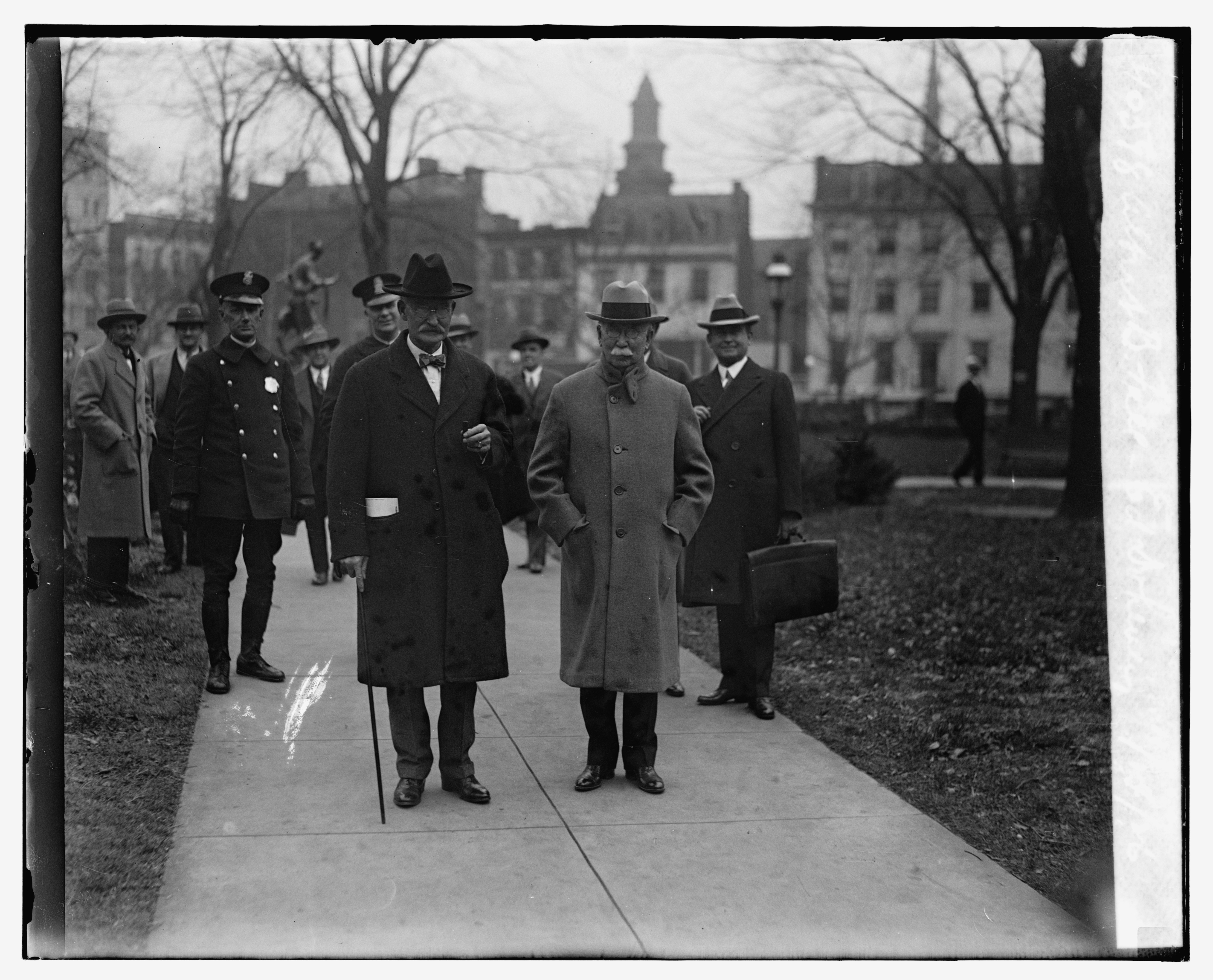
Il Segretario Albert B. Fall (sinistra) e Edward L. Doheny (destra) nel 1926

All'inizio del XX secolo, la U.S. Navy iniziò il passaggio dall'uso del carbone a quello del petrolio come combustibile per i motori. Per assicurare che la Marina avesse sempre abbastanza carburante disponibile, diverse aree produttrici di petrolio furono designate a riserve petrolifere navali dal presidente Taft. Nel 1921 il Presidente degli Stati Uniti d'America Warren G. Harding emise un ordine esecutivo che trasferiva dal dipartimento della Marina al Dipartimento degli Interni il controllo della riserva petrolifera Teapot Dome nella Contea di Natrona, Wyoming e delle riserve Elk Hills e Buena Vista nella Contea di Kern, California. Ciò non fu attuato prima del 1922, quando il Segretario degli Interni Albert B. Fall convinse il Segretario della Marina Edwin Denby a trasferire il controllo.
Più tardi, lo stesso Fall concesse in leasing i diritti di produzione petrolifera della Teapot Dome a Harry F. Sinclair della Mammoth Oil, una controllata della Sinclair Oil Corporation. Concessione simile venne rilasciata a Edward L. Doheny della Pan American Petroleum and Transport Company, per quanto riguarda la riserva petrolifera di Elk Hills. Entrambi i contratti di locazione vennero rilasciati senza offerte competitive, metodo permesso dal Mineral Leasing Act del 1920. I termini dei contratti erano molto favorevoli per le compagnie petrolifere, e questo rese ricco il Segretario degli Interni. Fall, infatti, ricevette nel novembre 1921 un prestito senza interessi da Doheny di $100.000, all'incirca 1,4 milioni di dollari attuali. Doheny e Sinclair gli donarono inoltre, sotto forma di regali, un totale di circa $404.000, circa 5,67 milioni di dollari attuali.

## Indagine ed esito

Harry F. Sinclair (sinistra) ed il suo consigliere Martin W. Littleton durante l'udienza nel 1924

Nell'aprile 1922 un piccolo operatore petrolifero del Wyoming scrisse rabbioso al senatore John B. Kendrick che Sinclair aveva firmato in segreto un contratto per avere in uso delle terre nello Stato. In risposta Kendrick presentò, il 15 aprile, una risoluzione per chiedere un'indagine sull'accordo di Sinclair. L'indagine venne affidata alla Commissione del Senato per le terre pubbliche e guidata dal senatore repubblicano Robert M. La Follette. Inizialmente il senatore credette Fall innocente, ma alcuni sospetti sorsero dopo che il suo ufficio nell'edificio del Senato venne saccheggiato. Il senatore democratico Thomas J. Walsh, il più giovane membro di minoranza, condusse per due anni una lunga inchiesta. Inizialmente non fu scoperta alcuna prova di illecito poiché i contratti di locazione erano legali, ma il sospetto di tangente rimaneva, poiché la vera domanda che fece continuare l'indagine era: "In che modo il segretario degli Interni Albert Fall è diventato così ricco così in fretta?".
Mentre l'indagine stava per concludersi con Fall ritenuto innocente, Walsh scoprì una prova che il Segretario non era riuscito a nascondere, ovvero il prestito da $100.000 di Doheny. Questa scoperta diede una svolta all'indagine, creando un vero e proprio scandalo. Le cause civili e penali legate allo scandalo continuarono per tutti gli anni '20. Nel 1927 la Corte suprema degli Stati Uniti d'America stabilì che i contratti di locazione petrolifera erano stati ottenuti in modo corrotto. La Corte invalidò così il contratto di locazione di Elk Hills nel febbraio 1927 e il contratto di locazione di Teapot Dome in ottobre. Entrambe le riserve furono restituite alla Marina.
Nel 1929 Fall fu dichiarato colpevole per aver accettato tangenti da Doheny, ma Doheny l'anno seguente fu assolto dall'accusa di aver pagato tali tangenti. Inoltre la società di Doheny precluse la casa di Fall nel bacino di Tularosa, Nuovo Messico, a causa di "prestiti non pagati", esattamente la bustarella da $100.000. Fall fu condannato a un anno di reclusione, divenendo così il primo funzionario di gabinetto ad andare in prigione nella storia degli Stati Uniti, mentre Sinclair si fece sei mesi di carcere con l'accusa di tentata corruzione della giuria.

## Conseguenze e richiami
Sebbene il presidente Harding non fosse direttamente coinvolto, lo scandalo fu una delle principali cause del giudizio negativo sulla sua presidenza, che con gli anni venne ritenuta la peggior amministrazione della storia americana. Questa, e una successiva indagine del Senato, innescarono diverse cause che affermarono l'estensione dei poteri investigativi del Senato. Uno di questi casi portò alla storica decisione della Corte suprema del 1927, McGrain v. Daugherty, che, per la prima volta, stabilì esplicitamente il diritto del Congresso di obbligare i testimoni a testimoniare davanti alla commissione.
Nel 1922, nella città di Zillah fu inaugurata una stazione di servizio a forma di teiera come richiamo al recente scandalo politico.
A seguito dello scandalo, il giacimento petrolifero rimase inattivo per 49 anni, tornando in produzione solo nel 1976. Dopo aver guadagnato oltre $569 milioni, avendo estratto 22 milioni di barili di petrolio (3.500.000 metri cubi) in 39 anni, nel febbraio 2015 il Dipartimento dell'energia degli Stati Uniti d'America ha venduto per $45 milioni il giacimento petrolifero alla Stranded Oil Resources Corp..
Lo scandalo Teapot Dome è stato storicamente considerato il peggiore scandalo di questo tipo negli Stati Uniti, il "più sensazionale esempio dell'alto livello di corruzione della politica americana". Prima dello scoppio del Watergate, era utilizzato come riferimento per il confronto coi gli scandali successivi, e anche durante il Watergate, dove per la seconda volta nella storia americana fu incarcerato un membro del gabinetto, il procuratore generale John N. Mitchell. Durante l'amministrazione Trump i notiziari hanno confrontato la presunta cattiva condotta da parte dei membri del gabinetto, in particolare dal segretario dell'Interno Ryan Zinke, con quella dei membri coinvolti nello scandalo Teapot Dome.